# Дом (Игра престолов)
«Дом» (англ. Home) — второй эпизод шестого сезона фэнтезийного сериала канала HBO «Игра престолов» и 52-й во всём сериале. Сценарий к эпизоду написал Дэйв Хилл, а режиссёром стал Джереми Подесва. Премьера состоялась 1 мая 2016 года.
«Дом» получил высокую похвалу от критиков со ссылкой на долгожданное возвращение Джона Сноу, возвращение Брана Старка с Трёхглазым Вороном и шокирующие смерти Русе Болтона и Бейлона Грейджоя. В США эпизод посмотрели 7,29 миллиона зрителей во время оригинального показа.

## Сюжет

### На Севере
Лорд Гаральд Карстарк (Пол Рэттрей) прибывает в Винтерфелл, неся весть о гибели охотников, посланных за Сансой Старк (Софи Тёрнер) и Теоном Грейджоем (Альфи Аллен). Не зная, что Джон (Кит Харингтон) мёртв, Рамси (Иван Реон) предполагает, что Санса пошла в Чёрный Замок, где Джон как лорд-командующий Ночного Дозора и её брат предложил бы беглецам свою защиту. Рамси предлагает своему отцу, Русе Болтону (Майкл Макэлхаттон), штурмовать замок с южной стороны, где он не защищён. Русе предупреждает Рамси, что его неосторожные действия могут обратить весь Север против них, особенно если он убьёт лорда-командующего Ночного Дозора. Затем входит мейстер Волкан (Ричард Райкрофт) и объявляет, что Уолда родила сына, и это побуждает Рамси убить Русе. Затем он заманивает Уолду (Элизабет Уэбстер) со своим новорожденным братом на псарню, где командует своим собакам загрызть их насмерть, тем самым обеспечивая своё положение как лорда Болтона и владельца Винтерфелла.
Между тем после воссоединения с Бриенной (Гвендолин Кристи) и Подриком (Дэниел Портман), Санса узнаёт, что Арья (Мэйси Уильямс) жива, но её не видели с момента исчезновения в Речных Землях. Теон говорит Сансе, что он не сможет сопроводить её до Чёрного Замка, так как не заслуживает прощения, её или Джона. Будучи уверенным, что Бриенна и Подрик смогут лучше защитить Сансу, Теон заявляет, что он планирует вернуться «домой», предположительно на Железные Острова.

### В Королевской Гавани
В Блошином Конце пьяница хвастается, как он выставил себя напоказ перед Серсеей во время её пути позора. Отойдя помочиться, он сталкивается с Григором Клиганом (Хафтор Юлиус Бьёрнссон), который раздавливает его голову об стену.
Джейме (Николай Костер-Вальдау) находится в Великой Септе Бейелора, где лежит тело Мирцеллы (Нелл Тайгер Фри). К нему приближается Его Воробейшество (Джонатан Прайс). Между ними, Святым Воинством и Короной, растёт напряжение. Джейме угрожает Его Воробейшеству в ответ на обращение того к Серсее, а Его Воробейшество говорит, что численность Святого Воинства больше и его солдатам нечего терять, и с ними у Его Воробейшества есть сила, чтобы «сокрушить империю», что нервирует Джейме.
Между тем король Томмен (Дин-Чарльз Чэпмен) запрещает Серсее (Лина Хиди) покидать Красный Замок для её безопасности. Томмен извиняется перед ней за это и просит её научить его быть сильным, чтобы он смог защищать тех людей, которых любит.

### В Миэрине
С получением некоторых хороших новостей в Миэрине при отсутствии Дейенерис (Эмилия Кларк) и вслед за недавней атакой Сынов Гарпии в гавани, Тирион (Питер Динклэйдж) беседует с Варисом (Конлет Хилл), Миссандеей (Натали Эммануэль) и Серым Червём (Джейкоб Андерсон). Тирион узнаёт, что господа вновь захватили Юнкай и Астапор, оставив Миэрин единственным свободным городом в Заливе работорговцев. Зная, что им понадобится сила драконов, Тирион направляется в подземелье, чтобы освободить их. Поначалу настороженные, драконы не нападают на Тириона и позволяют ему снять с них ошейники.

### В Браавосе
Бродяжка (Фэй Марсей) продолжает обучение слепой Арьи (Мэйси Уильямс), но та всё ещё плохо сражается в поединке. После очередного поражения Арья удивлена тем, что появляется Якен (Том Влашиха) и искушает её едой, постелью и возвращением зрения. Арья отказывается от всех предложений Якена, и он велит ей следовать за ним, добавив, что она больше не уличная попрошайка, чем пресекает попытку Арьи взять с собой её миску с милостынею.

### За Стеной
Бран (Айзек Хэмпстед-Райт) продолжает своё обучение с Трёхглазым Вороном (Макс фон Сюдов). В своём видении он видит молодых Эддарда, Бенджена и Лианну Старков, тренирующихся вместе в Винтерфелле, и узнаёт настоящее имя Ходора — Уилис. Однако Трёхглазый ворон вытягивает Брана из видений, предупреждая его, что он рискует «утонуть» в старых воспоминаниях. Снаружи пещеры Мира Рид (Элли Кендрик) сидит и смотрит куда глаза глядят, а Листочек, Дитя леса, помогающая им, замечает, что Брану скоро будет нужна помощь Миры, когда он сможет входить в свои видения на открытом воздухе.

### На Железных Островах
Бейлон Грейджой (Патрик Малахайд) говорит с Ярой (Джемма Уилан) об их войне против Севера. Яра указывает на то, что все крепости Железнорождённых были перехвачены, и умоляет его закончить войну. Однако Бейлон отказывается и обещает послать дополнительные войска, чтобы осуществить очередное нашествие на Север. Когда Бейлон выходит наружу, он встречает на подвесном мосту своего брата, Эурона Грейджоя (Пилу Асбек). Бейлон пытается заколоть Эурона, но тот сбрасывает его с моста в пропасть. На похоронах Бейлона Яра клянётся найти и отомстить его убийце, а её дядя Эйрон (Майкл Фист), жрец Утонувшего бога, напоминает ей, что её положение в качестве преемницы короны зависит от решения Вече Королей.

### На Стене
Алиссер Торне (Оуэн Тил) публично признается в убийстве Джона Сноу и, произнеся речь перед братьями Ночного Дозора, получает поддержку от большинства из них. В вечерних сумерках Торне со своими сторонниками начинает ломать дверь в кладовую, где находятся Давос (Лиам Каннингем) и немногочисленные друзья Джона Сноу. Они вот-вот ворвутся, но тут ворота Замка выбивает великан Вун Вун, за которым следуют Тормунд (Кристофер Хивью) и армия одичалых, вернувшихся с Эддом (Бен Кромптон). Оказавшись в меньшинстве, Аллисер и мятежники вынуждены сдаться. Эдд провозглашает Торне и его людей настоящими предателями и приказывает запереть их в камере. Тормунд подавлен новостью о смерти Джона Сноу.
Внутри Черного замка Давос умоляет Мелисандру (Кэрис ван Хаутен) воскресить Джона Сноу (Кит Харингтон), напоминая о её предыдущих чудесах: проглатывании яда и рождении демона. Хотя вера Мелисандры во Владыку Света, разрушенная падением Станниса Баратеона (Стивен Диллэйн), практически исчезла, она вспоминает о встрече с Торосом из Мира и выполняет ритуал, очищая мёртвое тело Джона, сжигая пряди его волос в огне и нашёптывая при этом заклинание, но это не приносит никакого видимого результата. Окончательно сломленная провалом Мелисандра и опечаленные Давос, Эдд и Тормунд покидают комнату.
Когда помещение пустеет, лютоволка Призрака охватывает беспокойство, Джон Сноу открывает глаза и начинает дышать.

## Производство

### Сценарий
Сценарий к «Дому» был написан Дэйвом Хиллом. Некоторые элементы в эпизоде основаны на предстоящем шестом романе цикла «Песнь Льда и Огня», «Ветра зимы», автор которого, Джордж Р. Р. Мартин, надеялся завершить до того, как шестой сезон выйдет эфир. Он также содержит элементы из глав «Слепая девочка», «Укротитель драконов» и «Бран III» романа «Танец с драконами», а также смерть Бейлона Грейджоя, событие, упомянутое в главе «Кейтилин V» в «Буре мечей», но не видное читателю.
Создатели сериала и шоураннеры Дэвид Бениофф и Д. Б. Уайсс говорили о сцене в Винтерфелле с Браном в «Inside the Episode» для «Дома», заявив, что у них с самого начала сериала было отвращение к созданию какого-либо рода флэшбека. Таким образом, они решили свести это к минимуму, и у них был всего лишь один флэшбек, в премьере пятого сезона, «Грядущие войны», во всём сериале до шестого сезона. Однако, с повторным введением Брана и Трёхглазого Ворона, они решили, что это даст повествовательную способность, чтобы суметь оправдать флэшбек и дать контекст в текущую сюжетную линию, обеспечивая лучшее понимание как для персонажей, так и для зрителей.

### Кастинг

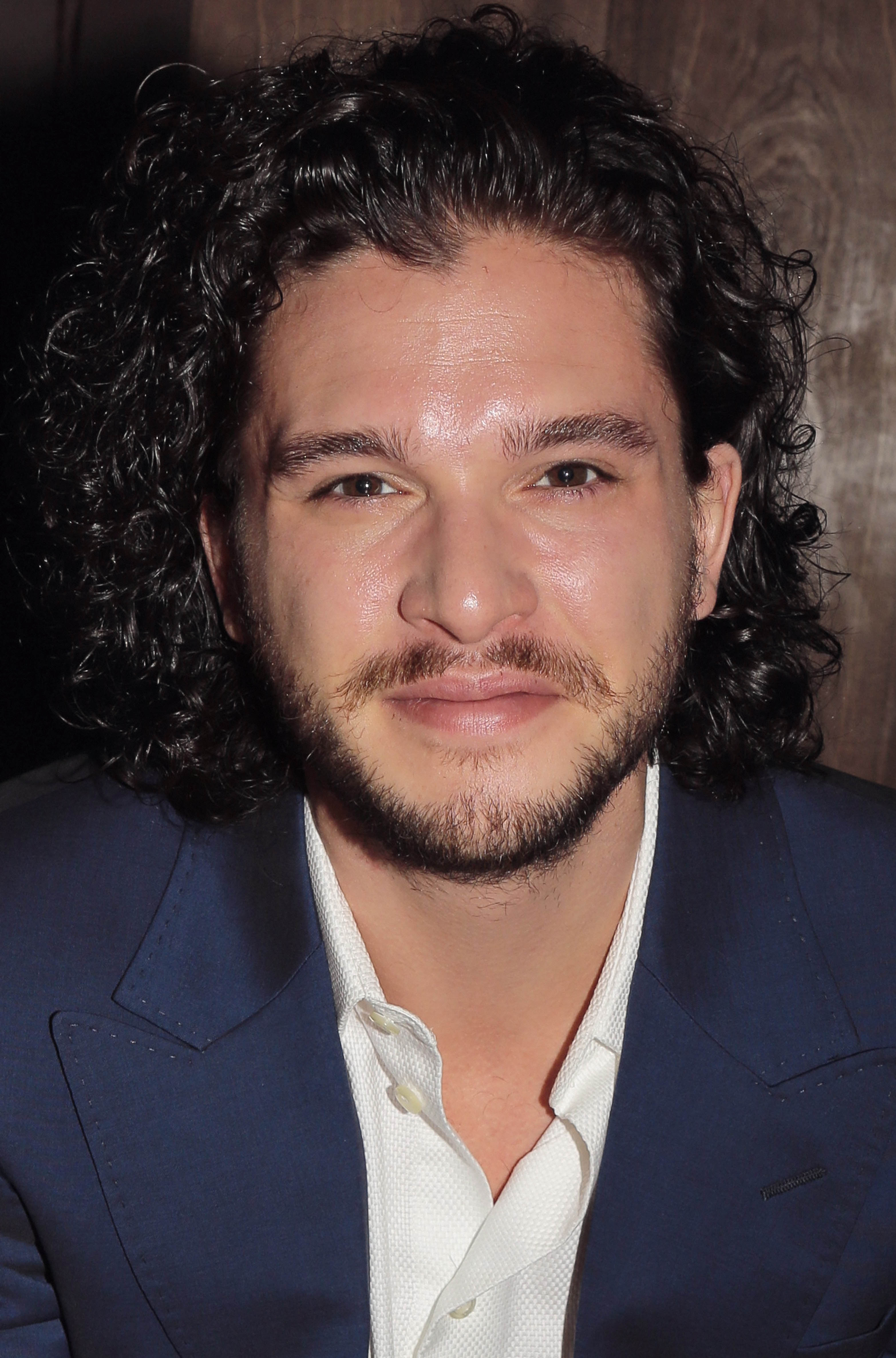
Актёр Кит Харингтон играет Джона Сноу в сериале.

Айзек Хэмпстед-Райт (Бран Старк), Элли Кендрик (Мира Рид), Кристиан Нэрн (Ходор), Джемма Уилан (Яра Грейджой) и Патрик Малахайд (Бейлон Грейджой) возвращаются после отсутствия в несколько лет (Малахайд с третьего сезона, остальные с четвёртого). Эпизод также представляет новых членов актёрского состава: Макса фон Сюдова, заменившего Струана Роджера в роли Трёхглазого ворона и сыгравшего эпизодическую роль в четвёртом сезоне, Кэй Александр в роли Листочка, Пилу Асбека в роли Эурона Грейджоя и Майкла Фиста в роли Эйрона Грейджоя.
Вдобавок несколько детей-актёров сыграли молодых героев сериала в видениях Брана. Среди них были Себастьян Крофт в роли молодого Неда Старка, Корделия Хилл в роли молодой Лианны Старк, Маттео Элези в роли молодого Бенджена Старка и Сэм Коулман в роли молодого Ходора, или Уилиса, как он упоминается в сцене.
В преддверии шестого сезона, актёр Кит Харингтон, который играет Джона Сноу, заявил, что он не вернётся в сериал, за исключением того, что он будет играть покойника, и не будет воскрешён, несмотря на разгул спекуляции. После выхода «Дома» в эфир, Харингтон публично извинился в «Entertainment Weekly» перед поклонниками сериала, заявив, что «хотел бы попросить прощения за то, что всем врал. Я рад, что люди были расстроены тем, что он умер. Думаю, что моим самым большим страхом было то, что людям не будет до этого дела. Или будет что-то вроде 'Ладно, Джон Сноу мёртв.' Но кажется, что у людей было, подобно эпизоду с Красной свадьбой, своего рода горе по этому поводу. Это значит, я что-то делаю, или шоу делает правильно». В дополнение к этому, к Харингтону просто обращались на «ЛК», как лорд-командующий, во всех сценариях, реквизитах и шкафными материалами, чтобы сохранить тайну, включающую его последующее воскресение в сериале. Также выяснилось, что во время съемок сезона не разрешалось даже обращение по имени «Джон Сноу», кроме моментов съёмок с диалогами на камеру.

### Съёмки

Режиссёр Джереми Подесва заявил, что он черпал вдохновение из «Урока анатомии» Рембрандта для сцены воскрешения Джона.

Режиссёром «Дома» стал Джереми Подесва. Подесва ранее снял эпизоды пятого сезона, «Убей мальчишку» и «Непокорные, несгибаемые, несломленные», последний из которых получил номинацию на премию «Эмми» за лучшую режиссуру драматического сериала.
В интервью с «Hollywood Reporter», после выхода эпизода в эфир, Подесва заявил о сцене с Джоном Сноу: «Самым большим испытанием для меня, думаю, было создание нужного уровня напряжённости в сцене, чтобы вы действительно не знали до последней секунды как всё произойдёт. Это была самая важная вещь, создать ощущение тайны и волшебства вокруг всего этого. Мы очень хотели, чтобы сцена была очень красивой, но также и напряжённой. Это главная вещь, которую мы искали.» Подесва также сравнил как он снял сцену с картиной «Урок анатомии доктора Тульпа» Рембрандта, продолжая: «Она обладала очень богатой, текстуальной, мрачной атмосферой, Думаю, что мы все были в подобной обстановке в течение долгого времени для этой сцены — пока мы снимали все сцены с телом Джона Сноу, на самом деле, но особенно ту, где он воскрес».
Кэрис ван Хаутен, которая сыграла Мелисандру, говорила с «Entertainment Weekly» о воскрешении и о том, как это было снято, отметив: «Это была важная сцена, мы снимали её со многих углов. Я думаю, что я омыла его тело 50 раз».

## Реакция

### Телерейтинги
«Дом» посмотрели 7.29 миллионов зрителей США во время оригинального показа, что чуть ниже количества зрителей премьеры сезона, 7.94 миллиона, но всё равно это делает его четвёртым самым высокорейтинговым эпизодом за весь сериал.

### Реакция критиков
«Дом» получил широкое признание критиков, восхваляя возвращение Джона Сноу, когда он был возрождён Мелисандрой, как предсказывали многие, а также новое развитие от Брана Старка, и неожиданная смерть Русе Болтона от рук своего сына, Рамси. Сайт Rotten Tomatoes обследовал 48 отзывов эпизода и 92 % из них были положительными.
Мэтт Фоулер из IGN заявил, что «„Дом“ был очень занятым эпизодом, но и не чувствовал себя срочно отправленным. Два больших лорда королевства пали, когда был введён новый персонаж Железных Островов и персонажа, за которого мы сильно переживали, вернула к жизни неуверенная, но благонамеренная жрица. История текла здесь как вино в очень удовлетворительную главу, наполненную смертью и воскресением». Фоулер дал эпизоду рейтинг 9.3 из 10. Делая обзор для The A.V. Club, с точки зрения читателей книг, Майлз Макнатт дал эпизоду оценку A-.

### Награды
| Год  | Награда                  | Категория                                         | Номинант(ы)      | Результат | Прим.  |
| ---- | ------------------------ | ------------------------------------------------- | ---------------- | --------- | ------ |
| 2016 | Творческая премия «Эмми» | Лучшая операторская работа в однокамерном сериале | Грегори Миддлтон | Номинация | [ 16 ] |